# Louis Ljungberg

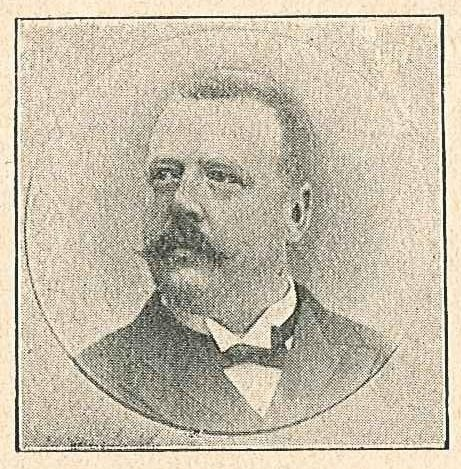
Louis Ljungberg.

Louis Carl Olof Ljungberg, född 27 januari 1861 i Perstorps församling, Kristianstads län, död 27 augusti 1934 i Kristianstads Heliga Trefaldighets församling, Kristianstad, var en svensk jurist och riksdagspolitiker.
Louis Ljungberg var sekreterare vid Skånska hovrätten och 1905–1911 inspektor vid Kristianstads högre allmänna läroverk. Han var ledamot av riksdagens första kammare 1907–1911, invald i Kristianstads läns valkrets. Han var därunder bland annat ledamot i bevillningsutskottet 1910–1911.
Louis Ljungberg är begravd på Östra begravningsplatsen i Kristianstad.